# Поморское поозёрье
Поморское Поозёрье (пол. Pojezierze Pomorskie) — всхолмлённая равнина на северо-западе Польши, между нижними течениями рек Одра на западе и Висла на востоке; берегом Балтийского моря на севере и древней долиной Варты — Нотеца на юге. Высота до 329 м (гора Вежица). Является южным звеном так называемой Балтийской гряды.

## Рельеф
Для Поморского Поозёрья характерен рельеф, связанный с плейстоценовым оледенением, хорошо выражены гряды конечных морен. В межморенных понижениях — озёра. На севере и юге располагаются зандровые равнины. Имеются насаждения сосны и остатки дубово-буковых лесов, торфяники, верещатники (вереск).